# Zale fluctuaris
Zale fluctuaris är en fjärilsart som beskrevs av Jacob Hübner 1818. Zale fluctuaris ingår i släktet Zale och familjen nattflyn. Inga underarter finns listade i Catalogue of Life.